# Prix Friedrich-Hölderlin (Tübingen)
Pour les articles homonymes, voir Prix Friedrich-Hölderlin.
Ne doit pas être confondu avec Prix Friedrich-Hölderlin (Bad Homburg).
Le prix Friedrich Hölderlin est le nom de l'un des deux prix littéraires allemands portant le nom du poète et philosophe de la période romantique Friedrich Hölderlin (1770-1843).

## Historique
Le Prix Friedrich Hölderlin est un prix d'encouragement de renommée internationale, décerné tous les deux ans depuis 1989 par l'université et la ville universitaire de Tübingen, dans le Land de Bade-Wurtemberg. 
Il est doté de 10 000 euros. Ce prix distingue « quelqu'un qui a apporté une contribution poétique nouvelle à la langue allemande ou qui, comme chercheur, écrivain, artiste ou critique, est particulièrement lié à l'œuvre de Friedrich Hölderlin ». 
Le jury est composé de six membres, nommés pour quatre ans par la Société Hölderlin, la nouvelle faculté de philologie moderne de l'Université de Tübingen et le Deutsches Literaturarchiv Marbach (les Archives de littérature allemande de Marbach).

### Lauréats
- 1989 : Théâtre Lindenhof (de) de Melchingen (de)
- 1991 : Michael Hamburger
- 1993 : Uwe Kolbe (de)
- 1995 : Dieter Henrich (de)
- 1997 : Philippe Jaccottet
- 1999 : Thomas Rosenlöcher (de)
- 2001 : György Kurtág
- 2003 : Marcel Beyer
- 2005 : Andrea Zanzotto
- 2007 : Harald Bergmann (de)
- 2009 : D. E. Sattler (de)
- 2011 : Jan Wagner
- 2013 : Peter Brandes
- 2015 : Herta Muller

## Crédit d'auteurs
- Cet article est partiellement ou en totalité issu de l'article intitulé « Prix Friedrich Hölderlin (Bad Homburg) » (voir la liste des auteurs).